# Gaspard Rinaldi
Gaspard Rinaldi (Canes, 26 de maig de 1909 - Marsella, 24 de novembre de 1978) va ser un ciclista francès que va córrer entre 1929 i 1937.
Durant la seva carrera esportiva aconseguí 7 victòries, entre les que sobresurt la primera posició a la Volta a Suïssa de 1935.

## Palmarès
- 1930
  - 1r de la Marsella-Niça
  - 1r del Gran Premi de Canes
  - 1r a la Niça-Annot-Niça
- 1931
  - 1r al Gran Premi de la Victòria a Niça
- 1933
  - Vencedor d'una etapa a la Volta a Suïssa
- 1935
  - 1r de la Volta a Suïssa
- 1936
  - 1r al Circuit dels Colls Pirinencs

## Resultats al Tour de França
- 1933. 15è de la classificació general
- 1934. Abandona (1a etapa)